# Ремштедт
Ремштедт (нім. Remstädt) — громада в Німеччині, розташована в землі Тюрингія. Входить до складу району Гота. Складова частина об'єднання громад Міттлерес-Нессеталь.
Площа — 6,48 км2. Населення становить Невірний параметр metadata 16 067 056 ос. (станом на 31 грудня 2021).

## Галерея

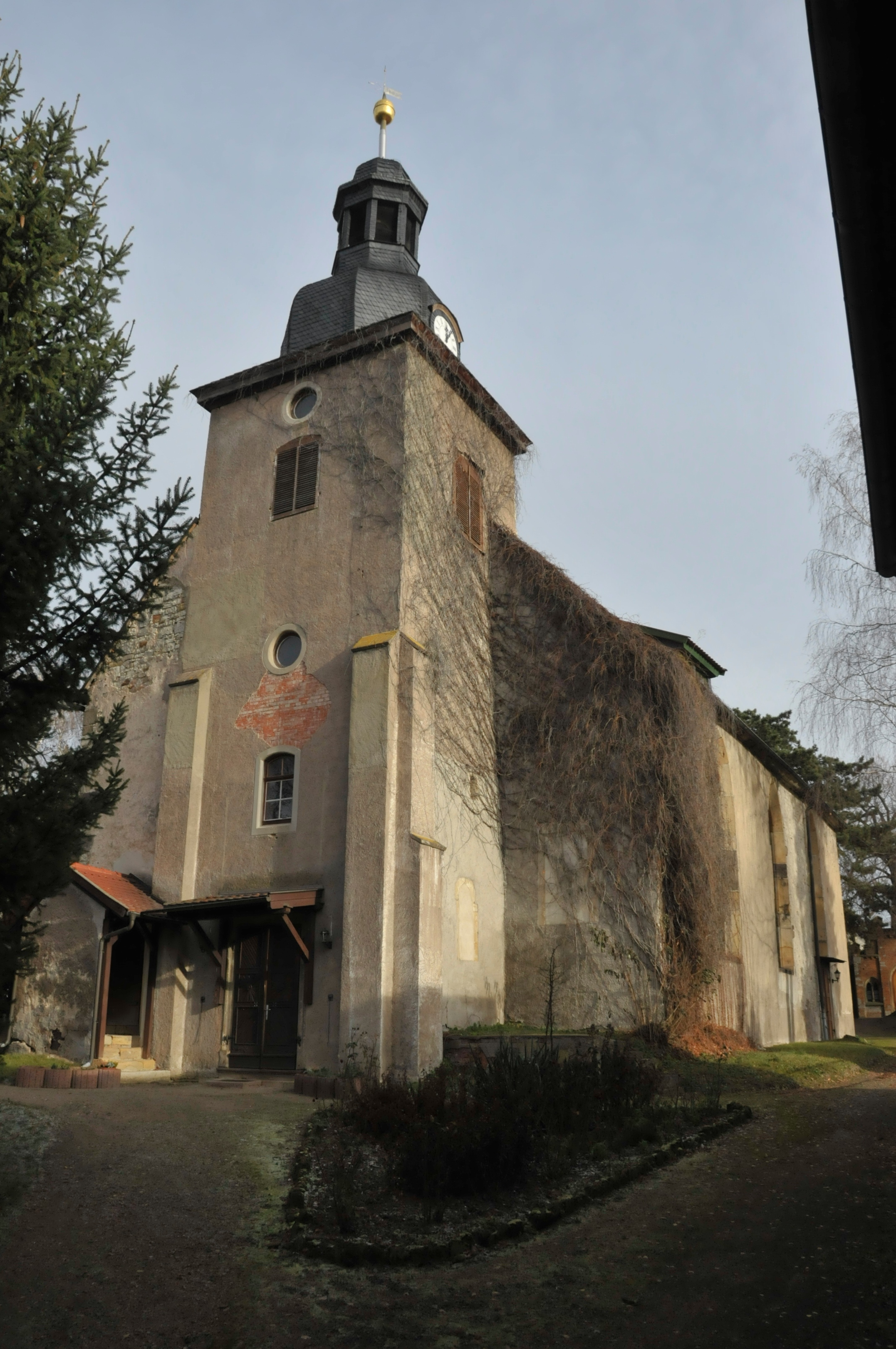
links